# Nebulosa de l'Halter
Messier 27 (També coneguda com a Nebulosa de l'Halter (Dumbbell en anglès), M 27, or NGC 6853). És una nebulosa planetària en la constel·lació de la Guineueta. Va ser descoberta per Charles Messier el 1764.
La nebulosa de l'Halter és especialment brillant i posseeix un diàmetre aparent molt gran, ja que la part més lluminosa ocupa 1/5 de la que ocupa la Lluna. La seva velocitat d'expansió és 6,8 segons d'arc per segle i la seva edat estimada és de 3.000 o 4.000 anys.
L'estrella central que va originar la nebulosa té una magnitud aparent de 13,5, el que la fa difícilment observable per a un astrònom novell: és una nana blanca de color blau molt calenta (85 000K). La seva massa va ser estimada el 1999 per Napiwotzki en 0.56 ± 0.01 de la massa solar. Aquest estrella podria estar acompanyada d'una altra, encara més feble (magnitud 17) a 6,5 segons d'arc de distància aparent.

## Estructura

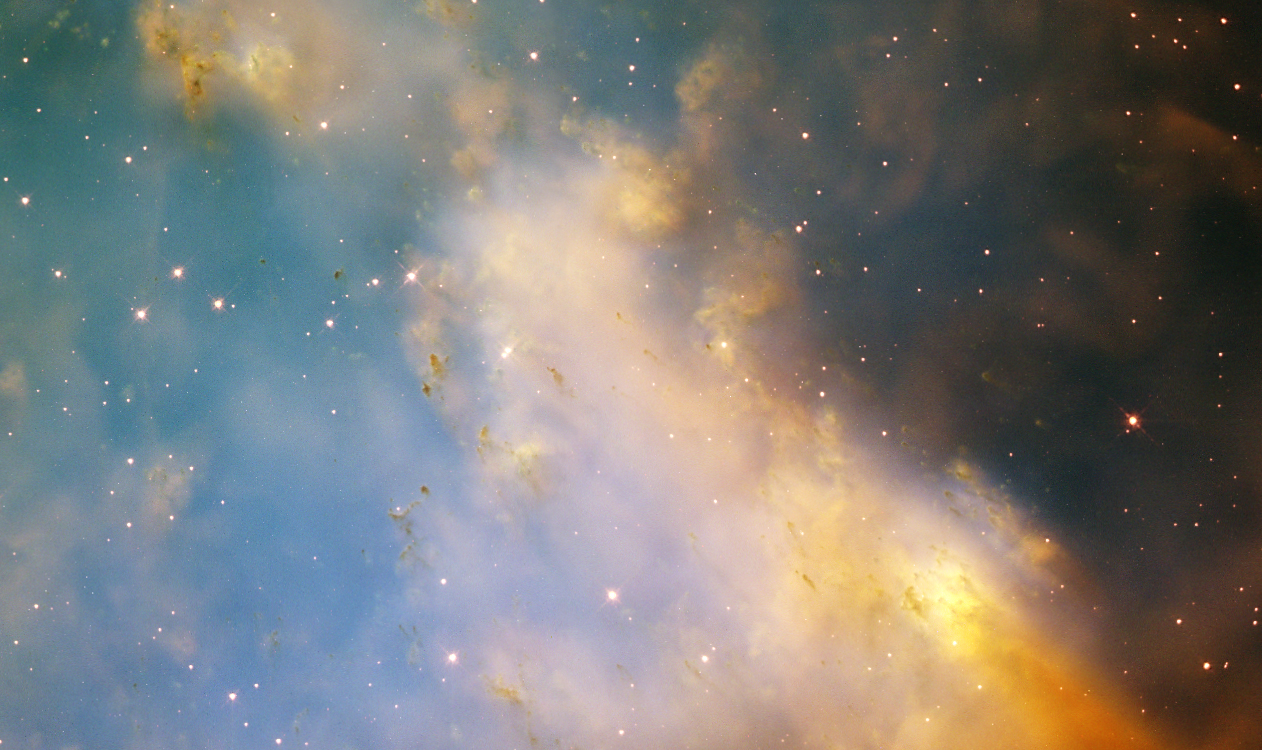
Primer pla dels «nusos» de l'M 27
Credit: C.R. O'Dell (Universitat Vanderbilt)

Com a moltes nebuloses planetàries, la nebulosa de l'halter conté «nusos». La seva regió central està marcada per efusiones de nusos foscos i brillants i les cues fosques associades. L'aparença dels nusos varia des d'objectes simètrics amb cua fins a objectes irregulars sense cua. De la mateixa manera que a la nebulosa de l'Hèlix i la nebulosa de l'Esquimal, els caps dels nusos tenen cúspides brillants que són fotoionitzacions locals.

## Observació
En bones condicions meteorològiques l'M27 és observable amb binoculars. Amb un telescopi a partir de 150 o 200 mm s'observa més fàcilment el «cor» brillant.